# Kasoleta
Kasoleta, kadzielnica (fr. cassolette – kadzielnica, zapach kadzidła) – ozdobne, porcelanowe, gliniane, szklane, metalowe lub ceramiczne naczynie z ażurową nakrywką, używane do spalania, wysuszonych wcześniej, a następnie skruszonych pachnideł i ziół lub uwalniania płynnych substancji zapachowych. Występowały w kształcie wazy, antycznego trójnogu lub w połączeniu z kandelabrem.